# Hanna (film)
Pour les articles homonymes, voir Hanna.
Pour plus de détails, voir Fiche technique et Distribution.
Hanna est un film d’action américano-britannique et allemand, réalisé par Joe Wright, et sortie en 2011.
Le film met en vedette Saoirse Ronan dans le rôle de Hanna, une fille élevée dans la nature sauvage du nord de la Finlande par son père, un ancien agent de la CIA (Eric Bana), qui l'entraîne comme assassine. Cate Blanchett incarne un agent principal de la CIA qui tente de traquer et d'éliminer la jeune fille et son père.

## Synopsis
Hanna Heller, une jeune fille de 16 ans, vit avec son père, Erik Heller, dans une région inhospitalière de Finlande. Depuis l'âge de deux ans, Hanna a été formée par Erik afin de devenir une tueuse parfaite. Erik lui a aussi enseigné de multiples langues étrangères ainsi que des connaissances encyclopédiques.
Une nuit, Hanna annonce à Erik qu'elle est « prête », et celui-ci lui donne une boîte contenant un émetteur qui permet d'avertir le monde extérieur de leur présence. Hanna envoie le signal à Marissa Wiegler, un agent de la CIA. Wiegler envoie une équipe qui la capture et l'emmène dans un lieu sûr au Maroc. Là, elle découvre qu'Erik est un ancien agent de la CIA qui a trahi l'agence et détient un secret. Estimant la capture d'Hanna trop aisée, Wiegler lui envoie un double qu'Hanna tue avant de s'évader, non sans avoir volé d'abord son dossier médical, qui lui fait comprendre qu'elle n'est pas une adolescente ordinaire.
Lors de sa fuite à travers le désert, Hanna rencontre des touristes anglais, Sebastien, Rachel et leurs deux enfants. Elle se lie d'amitié avec leur fils et leur fille Sophie. Hanna leur raconte son histoire inventée par Erik et ils décident de l'aider à aller à Berlin. Wiegler embauche un mercenaire, Isaacs, qui a pour mission la capture d'Hanna, mais celle-ci parvient à s'échapper. Hanna n'a pu s'empêcher de se confier à Sophie sur sa vraie destination. Sebastien, Rachel et leurs enfants, sont capturés par Wiegler et Isaacs. Wiegler les interroge. Elle parvient à amadouer le garçon qui lui révèle où se rend Hanna : la maison de Grimm dans un parc d'attractions abandonné à Berlin. 
Hanna arrive au rendez-vous fixé par son père. Elle y rencontre Knepfler, un ami d'Erik. Il remet à Hanna une enveloppe de la part d'Erik. Isaacs et ses hommes de mains arrivent dans le parc, suivis par Wiegler. Hanna se cache sous le lit dans la chambre à l'étage. Knepfler est capturé. Wiegler, puis Isaacs, montent dans la chambre. Wiegler reçoit un appel téléphonique pendant qu'Hanna, cachée, écoute la conversation. Wiegler fouille la chambre, mais ne trouve pas Hanna, qui s'enfuit discrètement. Elle effectue des recherches sur internet avec les documents contenus dans l'enveloppe remise par Knepfler. Elle trouve l'adresse de l'appartement de sa grand-mère et s'y rend. En regardant par la fenêtre, elle voit une flaque de sang au sol. Elle brise une vitre et s'introduit dans l'appartement. Elle voit un impact de balle ensanglanté sur un cadre contenant une photo d'elle. Elle comprend que sa grand-mère a été abattue. Erik arrive dans l'appartement. Hanna refuse qu'il s'approche d'elle. Elle exige qu'il lui confirme qu'il est bien son père. Erik finit par reconnaître qu'il n'est pas son père biologique, et lui révèle qu'il participait à un programme où l'ADN des embryons était modifié afin d'augmenter la force, l'endurance et les réflexes des enfants à naître, tout en annihilant la peur et l'empathie, afin d'en faire de super-soldats. Le projet a été abandonné en cours d'exécution et tous les enfants génétiquement modifiés furent éliminés. Erik a tenté de s'échapper avec Hanna et sa mère, mais avant qu'ils se réfugient en Finlande, Wiegler a assassiné la mère d'Hanna.
Alors qu'Erik termine ses révélations, Wiegler et Isaacs arrivent et Erik s'interpose afin de permettre à Hanna de s'enfuir. Erik tue Isaacs et sa cohorte, mais est tué par balle par Wiegler, qui poursuit ensuite Hanna jusqu'au parc d'attractions abandonné. Wiegler rattrape Hanna et la blesse, mais la jeune fille réussit à l'éliminer pour de bon.

## Fiche technique
- Titre original : Hanna
- Réalisation : Joe Wright

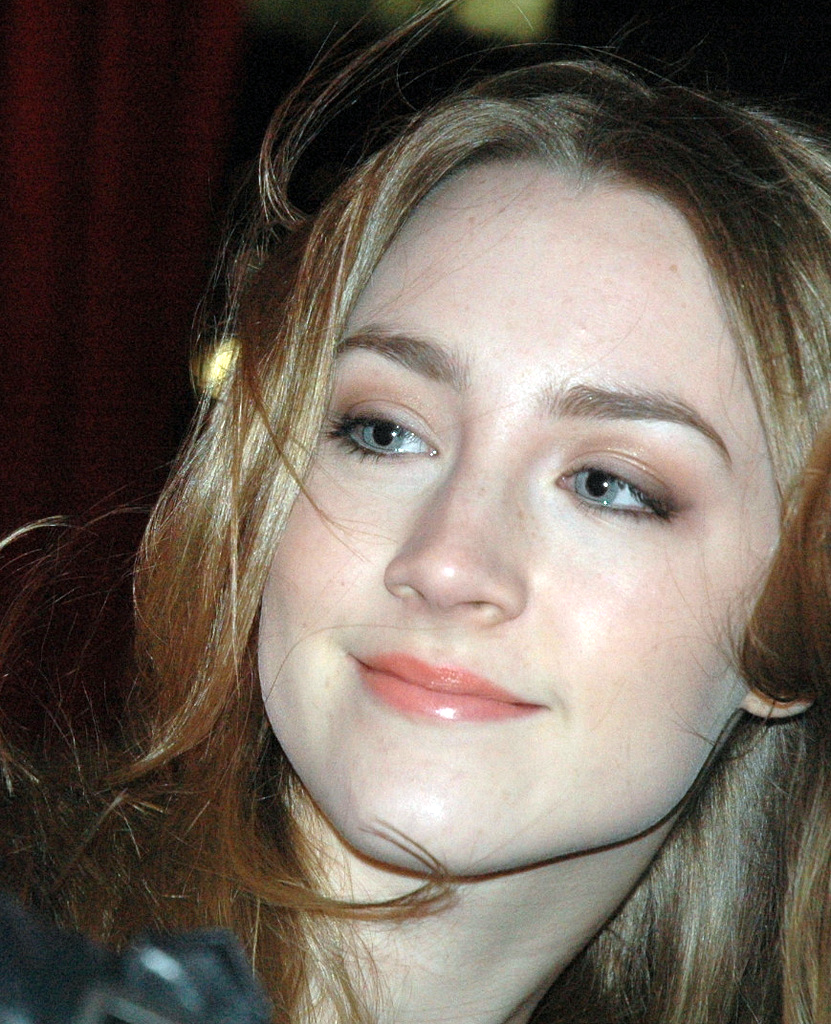
L'interprète du rôle-titre, Saoirse Ronan, l'année de sortie du film.

- Scénario : Seth Lochhead et David Farr, d’après une histoire de Seth Lochhead
- Musique : The Chemical Brothers
- Photographie : Alwin H. Küchler
- Montage : Paul Tothill
- Production : Leslie Holleran, Marty Adelstein et Scott Nemes
- Sociétés de production : Holleran Company et Babelsberg Studio
- Sociétés de distribution : Focus Features (États-Unis et France), Universal Pictures (Royaume-Uni), Sony Pictures Entertainment (International)
- Budget : 30 000 000 $
- Pays :  Royaume-Uni -  États-Unis -  Allemagne
- Langue : anglais, allemand, français (traduit au Québec), espagnol et arabe
- Format : couleur - Dolby Digital - DTS - 35 mm - 1.85:1
- Genre : drame, action, thriller
- Durée : 111 minutes
- Dates de sortie : 
  - États-Unis : 8 avril 2011
  - Royaume-Uni : 6 mai 2011
  - Allemagne : 26 mai 2011
  - France : 6 juillet 2011
- Public : accord parental + avertissement : des scènes, des propos ou des images peuvent heurter la sensibilité des jeunes spectateurs[1].

## Distribution
- Saoirse Ronan (VF : Léopoldine Serre) : Hanna Heller
- Eric Bana (VF : Pierre-François Pistorio) : Erik Heller
- Cate Blanchett (VF : Isabelle Gardien) : Marissa Wiegler
- Jessica Barden (VF : Lisa Caruso) : Sophie
- Tom Hollander : Isaacs
- Olivia Williams (VF : Anne Rondeleux) : Rachel
- Jason Flemyng (VF : Pascal Germain) : Sebastian
- Michelle Dockery (VF : Laurence Bréheret) : la fausse Marissa

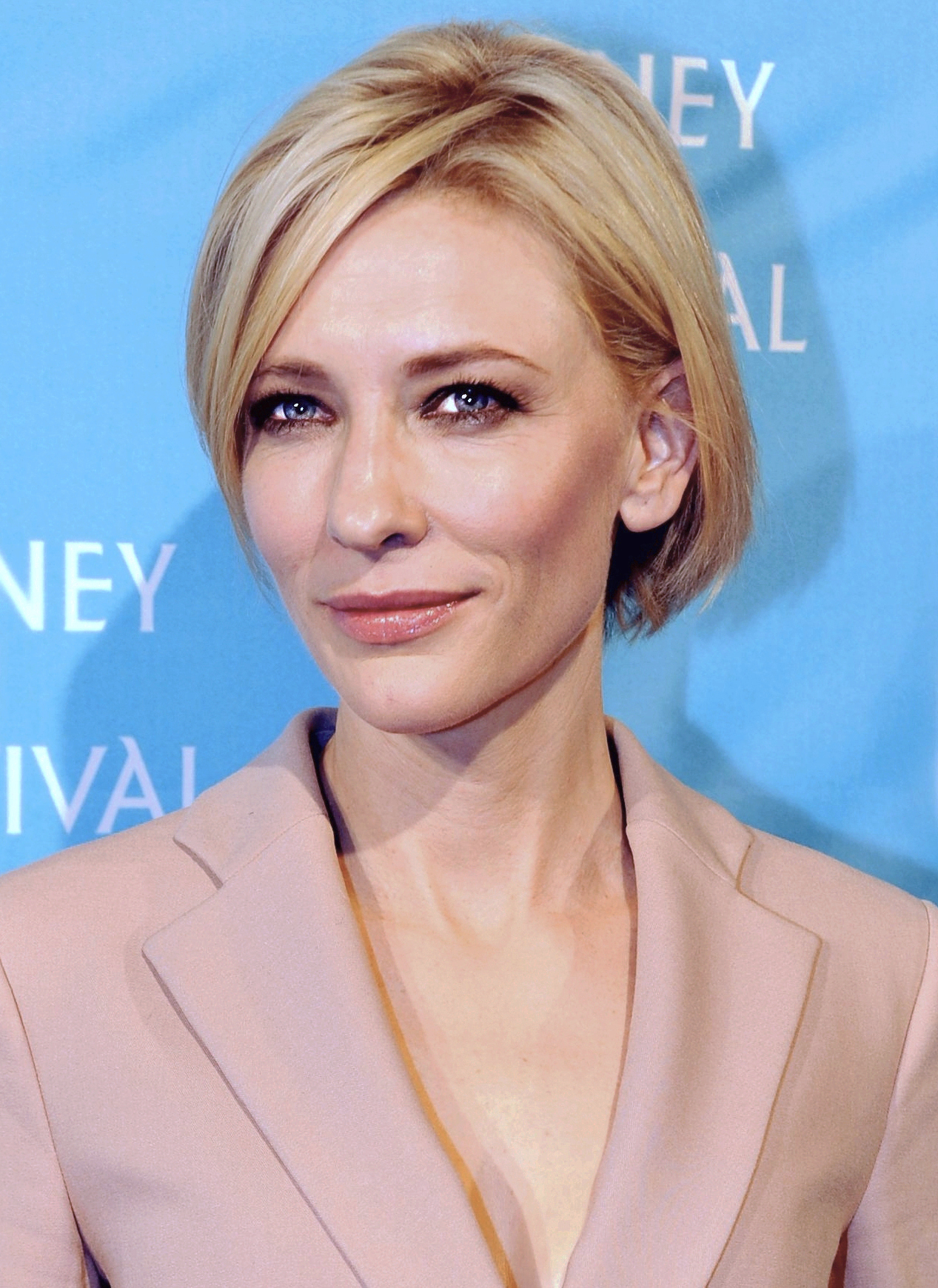
L'actrice Cate Blanchett pour la présentation du film au Sydney Film Festival 2011.

- Martin Wuttke : Knepfler (Herr Grimm)
- Álvaro Cervantes : Feliciano
- Vicky Krieps : Johanna Zadek
- Paris Arrowsmith : le technicien de la CIA no 1

## Production

### Lieux de tournage
- Finlande du Nord

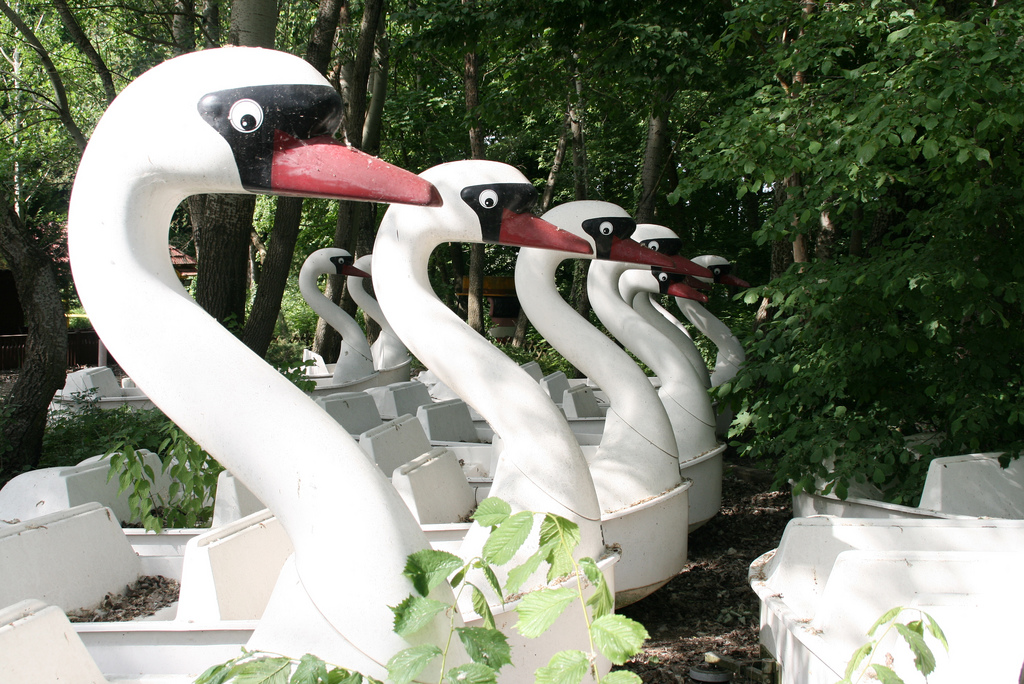
Les bateaux-cygnes enjambés par Hanna lors de la course-poursuite dans le parc d’attractions abandonné de Spreepark.

  - Région de Kuusamo, près du lac Yli-Kitka
- En Allemagne
  - Bad Tölz
  - Hambourg, Reeperbahn
  - Berlin, principalement dans l’ancien parc d’attractions Spreepark où se situe la maison de Grimm
  - Babelsberg, Filmpark (de), près des studios de Babelsberg
  - Heiligenhafen
  - Pont-canal de Magdebourg
  - Manhagen
- Au Maroc
  - Ouarzazate
  - Essaouira

## Musique
La bande originale du film a été composée par le groupe de musique électronique britannique The Chemical Brothers.

## Reboot télévisée
En mai 2017, Amazon annonce avoir passé la commande d'une première saison sans passer par un épisode pilote pour une série basée sur le film. Il est dévoilé que l'un des scénaristes du film, David Farr, est à l'origine de ce projet dont il écrira la majorité des épisodes.
La série est un reboot, reprenant l'histoire depuis le début. Le premier épisode a été diffusé en avant-première le 3 février 2019 puis la série a officiellement été lancée le 29 mars 2019 sur Prime Video.